# Gedea daoxianensis
Gedea daoxianensis là một loài nhện trong họ Salticidae.
Loài này thuộc chi Gedea. Gedea daoxianensis được Da-xiang Song & Gong miêu tả năm 1992.